# Henryk XXVII
Henryk XXVII książę Reuss linii młodszej (niem. Heinrich XXVII Fürst Reuß jüngere Linie, ur. 10 listopada 1858 w Gerze, zm. 21 listopada 1928 tamże) – ostatni książę Reuss–Gery (linii młodszej). Jego władztwo było krajem Cesarstwa Niemieckiego. Sprawował regencję w księstwie Reuss–Gery (1908–1913; w imieniu ojca) i Reuss–Greiz (1908–1918; w imieniu księcia Henryka XXIV – dalekiego krewnego niezdolnego do samodzielnego sprawowania rządów z powodu złego stanu zdrowia). Generał kawalerii.
Był synem księcia Reuss–Gery Henryka XIV i jego pierwszej żony księżnej Agnieszki Wirtemberskiej. Na tron wstąpił po śmierci ojca (29 marca 1913). Po klęsce Cesarstwa w I wojnie światowej i wybuchu rewolucji listopadowej w 1918 podobnie jak inni niemieccy monarchowie został zmuszony do abdykacji.
11 listopada 1884 w Langenburgu poślubił księżniczkę Hohenlohe-Langenburg (księstwa zmiedatyzowanego w 1806) – Elizę (1864–1929). Para miała pięcioro dzieci:
- księżniczkę Wiktorię (1889–1918)
- księżniczkę Ludwikę (1890–1951)
- księcia Henryka XL (1891–1891)
- księcia Henryka XLIII (1893–1912)
- księcia Henryka XLV (1895–zaginiony w 1945), ostatniego następcę tronu Reuss–Gery